# Ernst Majonica

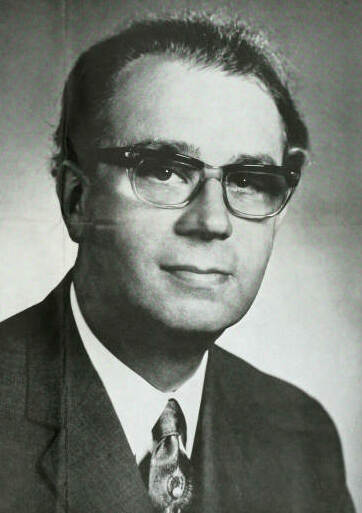
Ernst Majonica

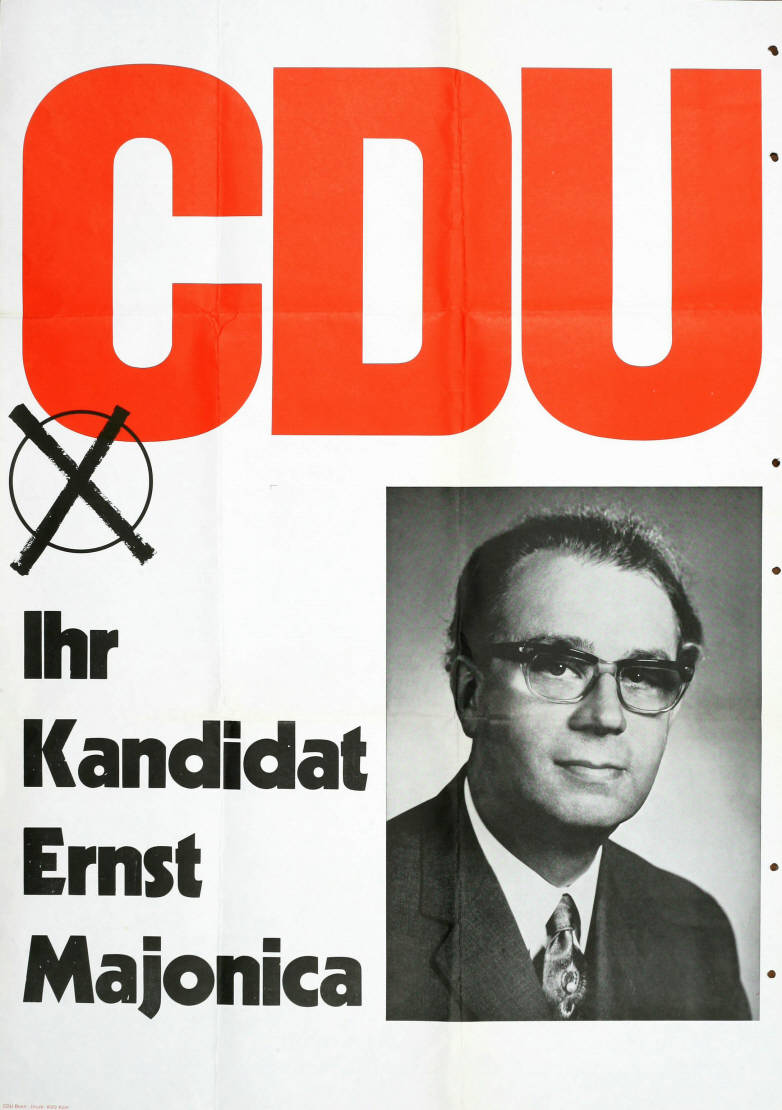
Kandidatenplakat Ernst Majonicas zur Bundestagswahl 1969

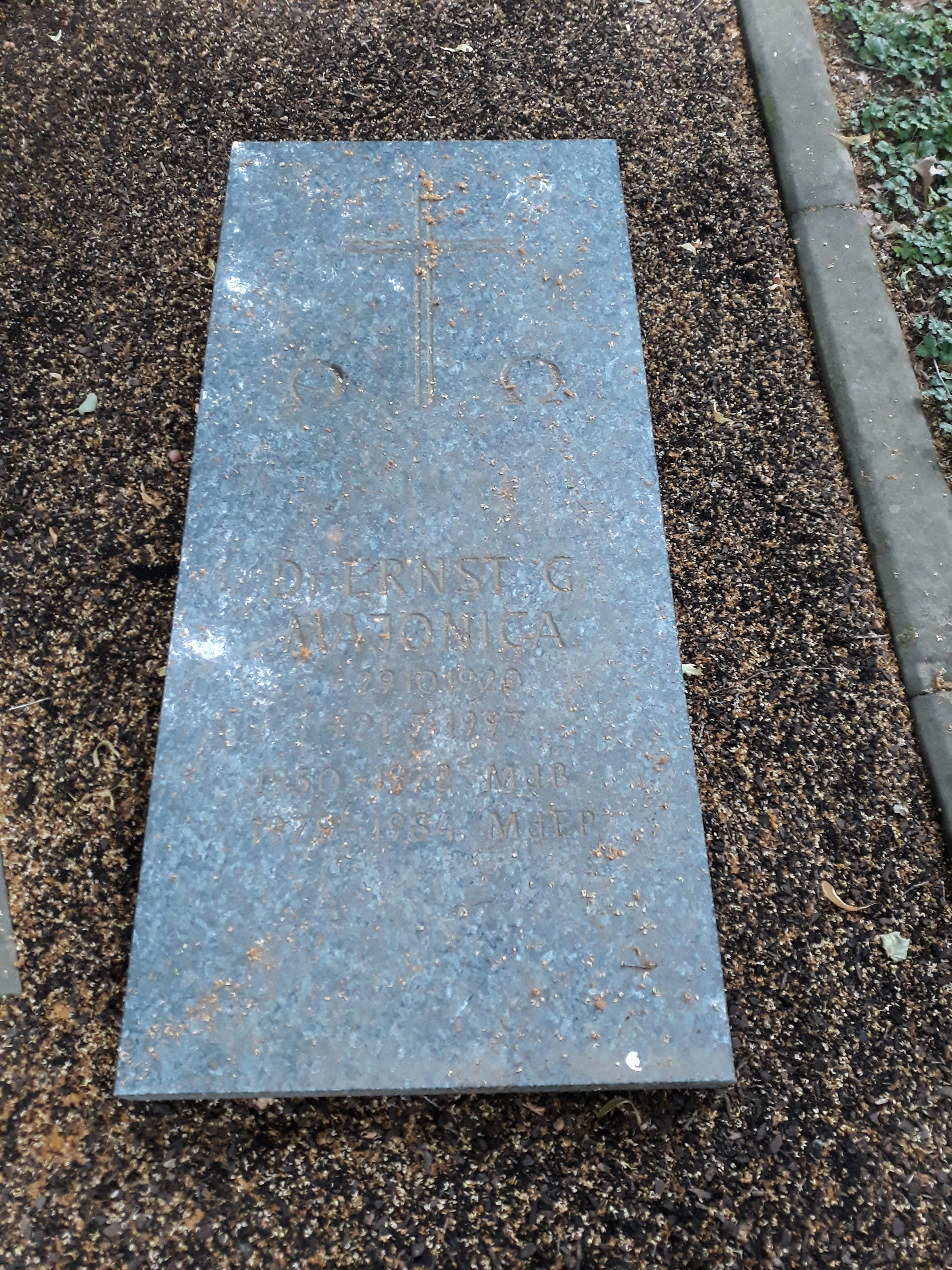
Das Grab von Ernst Majonica auf dem Osthofenfriedhof Soest

Ernst Gottfried Majonica (* 29. Oktober 1920 in Soest; † 21. Juli 1997 ebenda) war ein deutscher Politiker (CDU).

## Ausbildung und Beruf
Majonica studierte von 1939 bis 1942 Rechtswissenschaften und Geschichte in Münster und Freiburg im Breisgau. Anschließend folgten Kriegsdienst sowie belgische und amerikanische Kriegsgefangenschaft. Nach seiner Entlassung aus der Gefangenschaft 1946 war Majonica zunächst Rechtsreferendar. Nach dem Assessorexamen, das er 1950 in Düsseldorf ablegte, war er als Rechtsanwalt tätig.
Zwischen 1966 und 1976 war Majonica Präsident des Deutschen Rates der Europäischen Bewegung.

## Partei
Majonica trat 1946 der CDU und der Jungen Union (JU) bei. Von 1950 bis 1955 war er Bundesvorsitzender der JU.

## Abgeordneter
Dem Deutschen Bundestag gehörte Majonica vom 19. November 1950, als er für Heinrich Lübke nachgewählt wurde, bis 1972 an. Er vertrat als stets direkt gewählter Abgeordneter den Wahlkreis Arnsberg – Soest im Parlament. 1953 bis 1969 war er Mitglied des CDU/CSU-Fraktionsvorstandes. In dieser Zeit profilierte er sich als außenpolitischer Experte seiner Partei (Leiter des Arbeitskreises Auswärtige und Verteidigungsfragen von 1960 bis 1969), innerhalb deren er der Gruppe der „Atlantiker“ angehörte, die eine stärker den USA zugeneigte Außenpolitik vertrat und dem gaullistischen Frankreich skeptisch gegenüberstand. Ab 1956 war er auch Mitglied im Verteidigungsausschuss des Deutschen Bundestages.
1959 gehörte Majonica zu einer Gruppe um den Bundestagsabgeordneten Gerd Bucerius, die mit Unterstützung der FDP ein Misstrauensvotum gegen Konrad Adenauer plante, als dieser von seiner Absicht, Bundespräsident zu werden, Abstand nahm und Bundeskanzler blieb. In der Ostpolitik trat Majonica in den 1960er Jahren für eine vorsichtige Öffnung gegenüber den Ostblock-Staaten ein. Nach der Regierungsübernahme durch die sozialliberale Koalition 1969 stand er im Gegensatz zur Fraktionsmehrheit den Ostverträgen aufgeschlossen gegenüber. Von 1961 bis 1972 war Majonica Vorsitzender der Deutschen Parlamentarischen Gesellschaft. 1966 wurde Majonica für zehn Jahre Präsident des Deutschen Rates der Europäischen Bewegung Deutschland. In dieser Zeit wurden die Zusammenarbeit des Europa-Verbandes mit den Bundestagsparlamentariern und die Forderung nach einer Direktwahl des Europäischen Parlamentes forciert.
In den Jahren 1979 bis 1984 gehörte er dem ersten direkt gewählten Europaparlament an.

## Ehrungen
Ernst Majonica wurde 1968 mit dem Großen Bundesverdienstkreuz und 1984 mit dem Stern dazu ausgezeichnet.

## Schriften
- Deutsche Außenpolitik – Probleme und Entscheidungen. Kohlhammer, Stuttgart 1965.
- Möglichkeiten und Grenzen der Deutschen Außenpolitik. Kohlhammer, Stuttgart 1969.
- Ein Parlament im Geheimen? Zur Arbeitsweise der Bundestagsausschüsse. In: Emil Hübner, Heinrich Oberreuter, Heinz Rausch (Hrsg.): Der Bundestag von innen gesehen. München 1969, S. 114–126.
- Bundestag und Außenpolitik. In: Hans-Peter Schwarz: Handbuch der Außenpolitik. München/Zürich 1975, S. 112–122.
- Bonn – Peking. Die Beziehungen der Bundesrepublik Deutschland zur Volksrepublik China. Kohlhammer, Stuttgart 1982.